# 胡佩
胡佩（1479年—？年），字時鳴，浙江金華府湯溪縣人，民籍，治《詩經》，明朝政治人物。

## 生平
弘治十七年（1504年）甲子科浙江鄉試第八十三名舉人。正德六年（1511年）中式辛未科會試第二百五十一名，登第三甲第一百零六名進士。正德七年（1512年）任江西萍鄉縣知縣。任內始建萍鄉城墻。

## 家族
曾祖胡宗傑；祖父胡彥信；父胡孟瑽，母趙氏。